# 勒拜济勒
勒拜济勒（法語：Le Baizil，法語發音：[lə bɛzil]）是法国马恩省的一个市镇，位于该省西部，属于埃佩尔奈区。

## 地理
勒拜济勒（48°58'9"N, 3°47'36"E）面积14.49 平方千米，位于法国大東部大區马恩省，该省份为法国东北部内陆省份，北起阿登省，西北接埃纳省，西南接塞纳-马恩省，南至奥布省，东南接上马恩省，东临默兹省。
与勒拜济勒接壤的市镇（或旧市镇、城区）包括：费斯蒂尼、圣马丹达布卢瓦、布吕尼-沃当库尔、科里贝尔、伊尼-孔布利济、布里地区马勒伊、蒙莫尔-吕西。

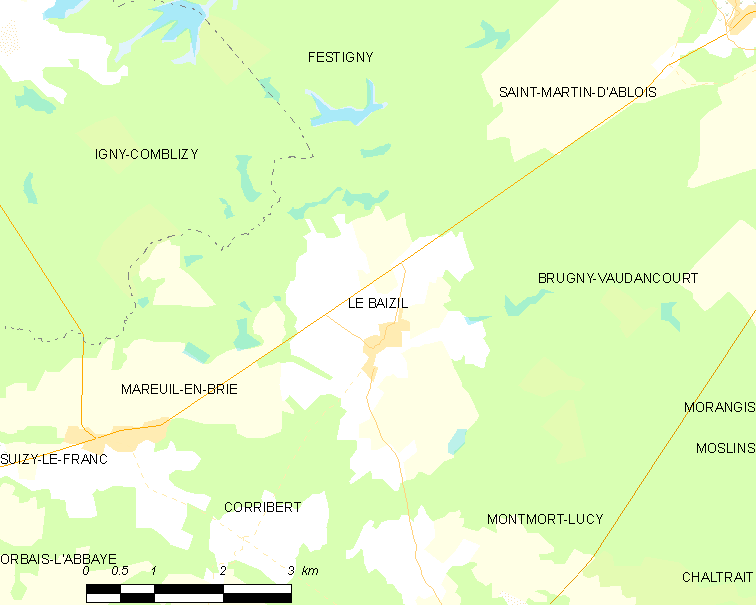
勒拜济勒的OSM定位图

勒拜济勒的时区为UTC+01:00、UTC+02:00（夏令时）。

## 行政
勒拜济勒的邮政编码为51270，INSEE市镇编码为51033。

## 政治
勒拜济勒所属的省级选区为多尔芒-香槟景县。

## 人口

1962-2008年间勒拜济勒人口变化图示

勒拜济勒于2022年1月1日时的人口数量为271人。